# ファイヴ・セカンズ・オブ・サマー
ファイヴ・セカンズ・オブ・サマー (英語: 5 Seconds of Summer) は、オーストラリアのポップ・ロックバンド。略称は5SOS（ファイヴ・ソス）。2011年にオーストラリアのシドニーで結成。ルーク・ヘミングス（リード・ボーカル・ギター）、マイケル・クリフォード（ギター・ボーカル）、カラム・フッド（ベース・ボーカル）、アシュトン・アーウィン（ドラムス・ボーカル）から構成される。
もとは様々なアーティストの歌のカバーをYouTubeに投稿するYouTuberであったが、次第にファンを増やしていき、2013年にワン・ダイレクションのテイク・ミー・ホーム・ツアーのオープニングアクトに抜擢された。
2014年2月に世界デビューシングルとして『She Looks So Perfect』をリリース。この楽曲はオーストラリア、ニュージーランド、アイルランド、イギリスのチャートで首位に輝いた。2014年6月にはセルフタイトルであるデビューアルバム『5 Seconds of Summer』をリリースし、11カ国で首位を獲得した。

## 来歴

### 2011—12: バンド結成とデビュー

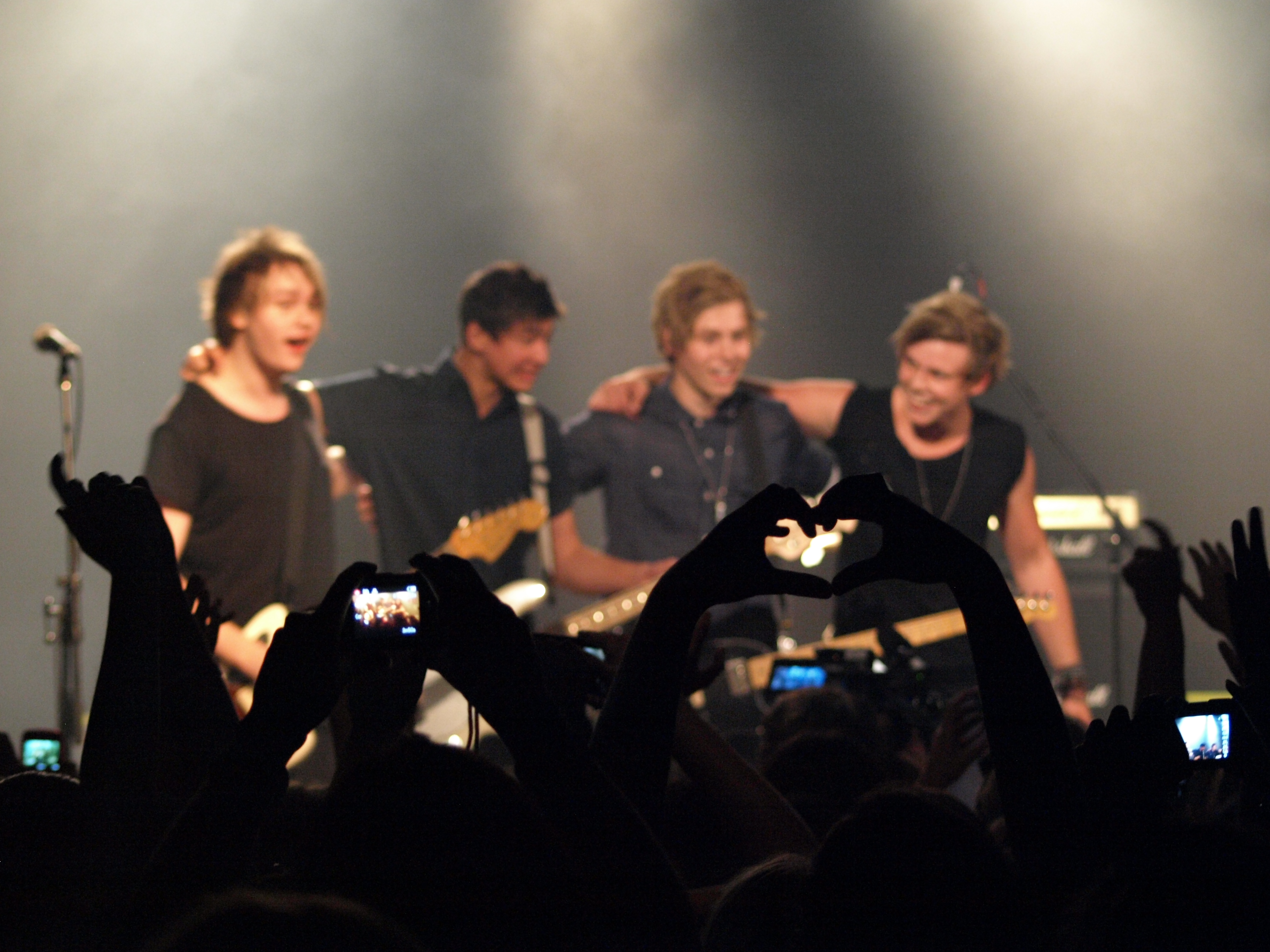
2012年11月25日 メトロ・シアターにてEP発売記念ライブでのファイヴ・セカンズ・オブ・サマー

2011年、当時14歳のルークはマイク・ポスナーの『Please Don't Go』などのカバー曲を自身のYouTubeチャンネルに投稿していたが、その後ノーウェスト・クリスチャン・カレッジの同級生であるマイケルとカラムと共にバンドを結成。12月にはドラマーのアシュトンが加入し、現在の形になった。
メジャーレーベルや出版社からの注目を集め、2012年にソニーATVミュージックパブリッシングと契約。TwitterやFacebook以外ではプロモーション活動をしなかったものの、彼らにとって初の作品となったEP『Unplugged』はオーストラリアのiTunes Storeで3位を獲得した。また、イギリスのボーイズグループ、ワン・ダイレクションのルイ・トムリンソンが『Gotta Get Out』の動画のリンクと共に「ここしばらくこのバンドのファンなんだ、みんなも応援してね」とツイートしたことにより、瞬く間に世界中で人々の関心を集めることになった。同グループのナイル・ホーランもファーストシングル『Out of My Limit』のミュージックビデオのリンクをツイートした。
2012年の夏はオーストラリアのバンド、エイミー・メレディスのクリスチャン・ロ・ルッソやジョエル・チャップマンと制作活動や音楽性を磨いて過ごす。彼らと共にEP『Somewhere New』からの楽曲『Beside You』と『Unpredictable』を制作し、チャップマンが共同プロデューサーを務めた。2012年11月19日、シングル『Out of My Limit』をリリース。12月にはロンドンへ行き音楽制作を開始。そこではマクフライのトム・フレッチャー、スカウティング・フォー・ガールズのロイ・ストライド、カイザー・チーフスのニック・ホジソン、グラフィティ・シックスのジェイミー・スコット、ジェイク・ゴスリング、スティーヴ・ロブソン、バステッドのジェイムス・ボーンといった様々なアーティストと音楽制作を行った。

### 2013—現在: ファイヴ・セカンズ・オブ・サマー

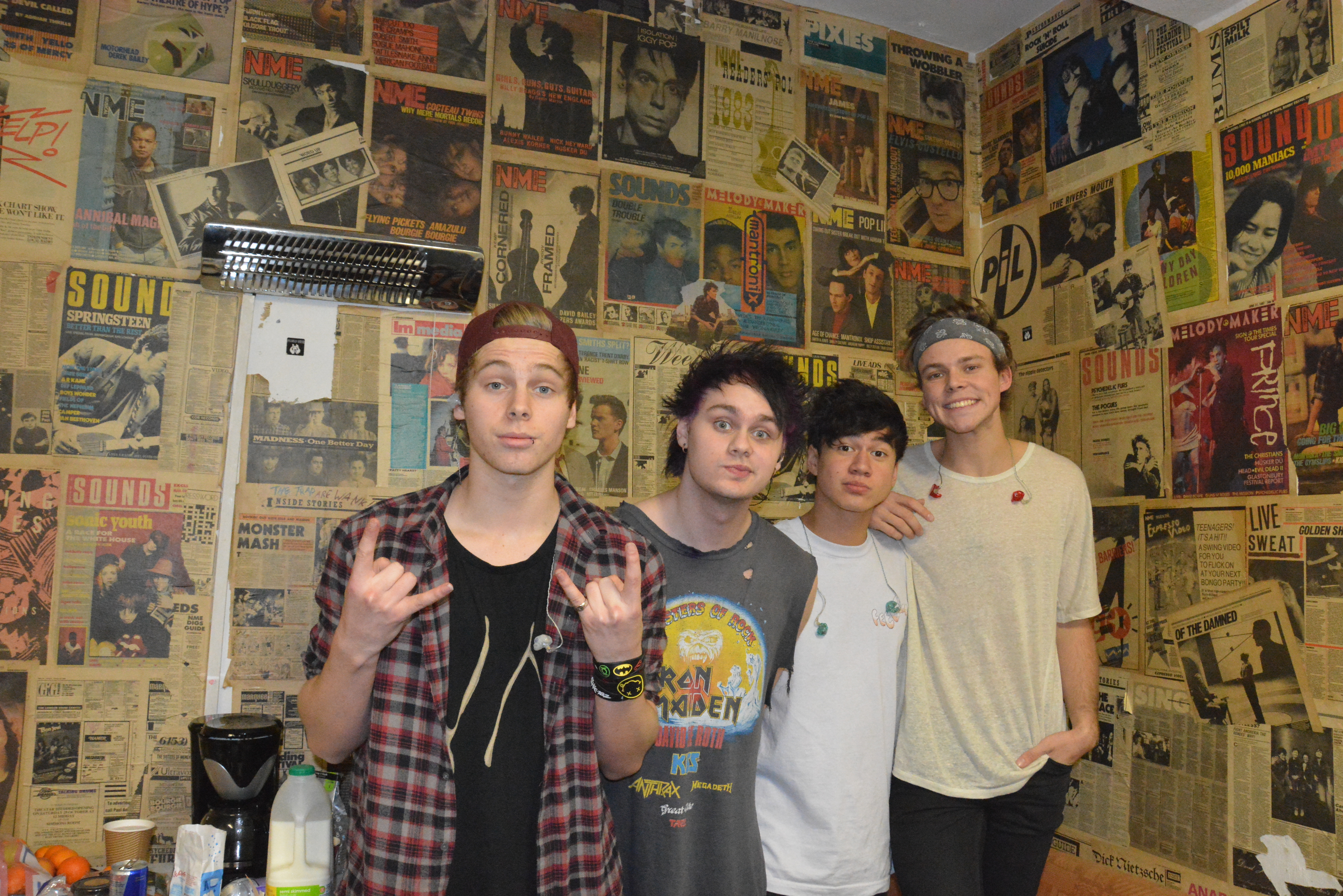
2014年 UKツアーのバックステージにて

2013年2月12日、期間限定で新曲『Heartbreak Girl』の無料配信を開始。
2013年2月14日、ワン・ダイレクションのワールドツアー、テイク・ミー・ホーム・ツアーのオープニングアクトを務めることを発表。イギリス、アメリカ、ニュージーランド、故郷のオーストラリアでの公演を含む7公演に参加する。このツアーの休暇中にはオーストラリアに一時帰国し、全国ヘッドライニングツアーを決行。チケットはいずれも数分で完売した。この頃からバンドの人気が出始め、よく知られるようになる。
2013年6月13日、新曲『Try Hard』の無料配信を開始。
2013年11月21日、キャピトル・レコードと契約したことを発表。
2014年2月21日、世界デビューシングル『She Looks So Perfect』をリリースし、56カ国のiTunes Storeで首位を獲得。さらに、ARIAシングルチャート、ニュージーランド・シングルチャート、アイルランド・シングルチャート、全英シングルチャートで首位を獲得する。また、全英チャートで首位を獲得した史上4組目のオーストラリア出身グループとなり、14年ぶりの快挙を遂げた。2014年4月9日、EP『She Looks So Perfect』がBillboard 200で初登場2位を獲得。
日本でも2月8日、ユニバーサルミュージックジャパンで日本公式サイトを開設。3月10日、日本公式Twitterアカウント(@_5SOSjp)を開設。4月6日、日本公式Facebookページを開設。
2014年3月5日、ワン・ダイレクションのワールドツアー、ホエア・ウィ・アー・ツアーのアメリカ、カナダ、ヨーロッパ公演で再びオープニング・アクトを務めることを発表。
2014年5月8日、シングル『Don't Stop』をリリースし、40カ国のiTunes Storeで首位を獲得。日本国内でもBillboard JAPANにおける洋楽総合チャートで三週連続首位を獲得し、Japan Hot 100では最高11位を記録した。

2014年5月19日、7月16日に国内盤アルバム『5 Seconds of Summer』をリリースすることを発表。日本デビューが決定するが、、発売元の意向で上記のデビューアルバムが発売中止となる。
2014年6月2日、BBC Radio 1のパーソナリティー、スコット・ミルズをフィーチャーした新曲『Hearts Upon Our Sleeve』を公開。BBC Radio 1の公式サイトにて期間限定で無料配信された。
2014年6月16日、7月30日に国内盤EP『Don't Stop』をリリースすることを発表。また、発売中止となっていた国内盤アルバムを秋にリリースすることを発表。
2014年6月27日、 デビューアルバム『5 Seconds of Summer』をリリースし、76カ国のiTunes Storeで首位を獲得。アメリカでは発売初週で25万枚を売り上げ、Billboard 200で初登場首位を獲得。この売上枚数によって、グループによるデビューアルバムの歴代最高初週売上記録を更新した。
2014年7月30日、国内盤EP『Don't Stop』をリリースし、晴れて日本デビューを果たす。Billboard JAPANにおける洋楽総合チャートで三週連続首位を獲得し、Japan Hot 100では最高11位を記録した。10月8日にはデビュー・アルバムの国内盤がリリースされた。国内盤の初回特典として、バンダイが手掛けるガシャポン「スマートパンツ®」とコラボレーションした「スマートパンツ® 5SOS スペシャルバージョン」が封入されている。また、メンバーが日本レコード会社のスタッフと対面した際に興味を持ったという芦沢統人が描く「フテネコ」とのコラボレーションも実現した。

2014年9月24日、10月に初来日することを発表。10月23日にduo MUSIC EXCHANGEにてプレミアム・ショウケースを行うことが決定する。
2014年10月17日、アシュトンの盲腸除去手術のため、予定していた来日が中止となる。
2014年12月15日、初のライヴアルバム『LIVESOS』をリリース。12月17日には国内盤をリリースした。
2014年12月19日、アルバム『LIVESOS』を伴い、2015年2月に初来日することを発表。2月25日に赤坂BLITZにて単独公演を行うことが決定する。
2015年2月12日、2月27日から3月2日までのワン・ダイレクションの日本公演でオープニング・アクトを務めることを発表。また、世界初となるオフィシャルファンクラブ「5SOS Japan Club」が発足した。
2016年2月19日から23日まで、日本公演（東名阪）を行った。

## メンバー

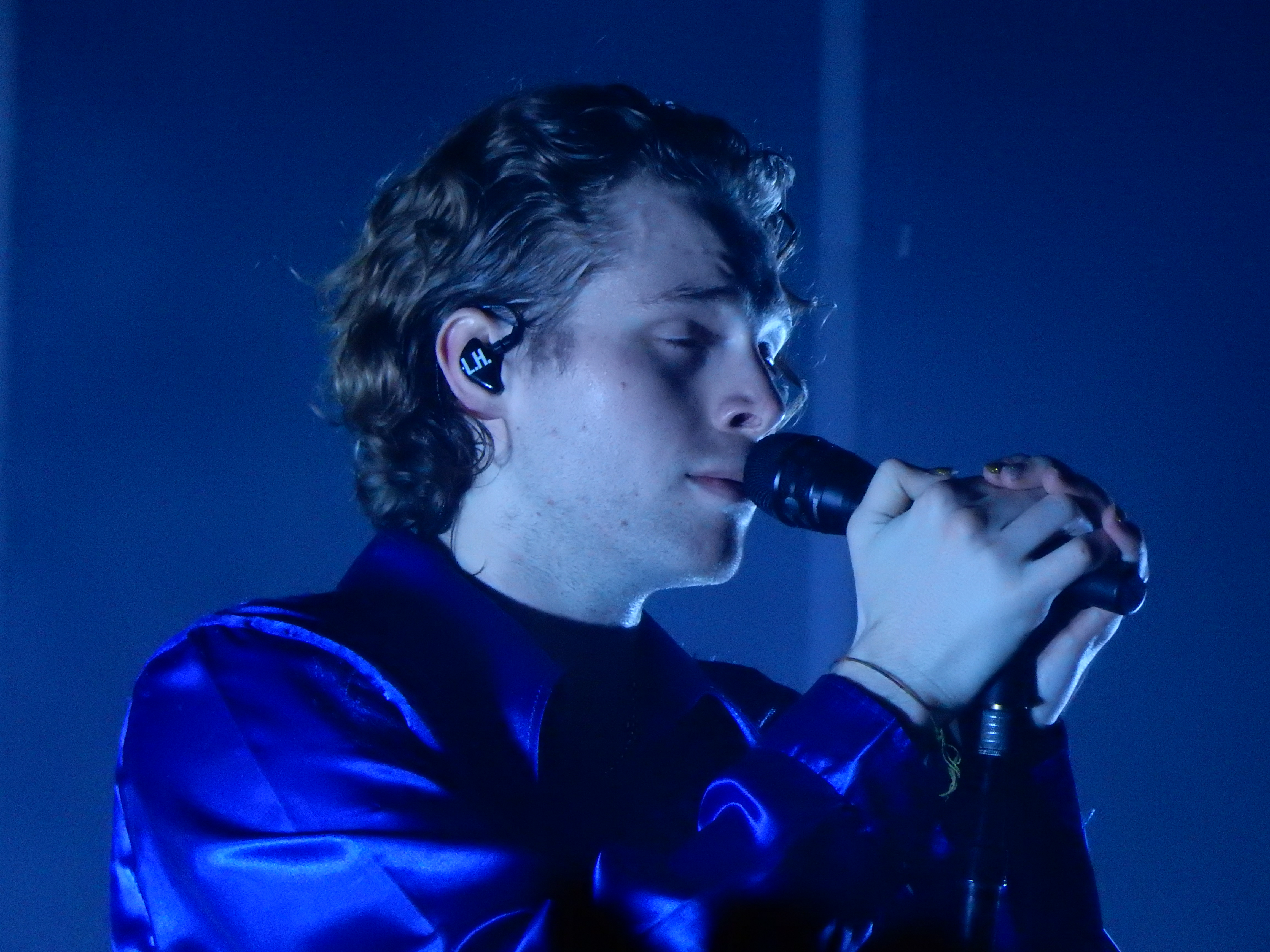
ルーク・ヘミングス
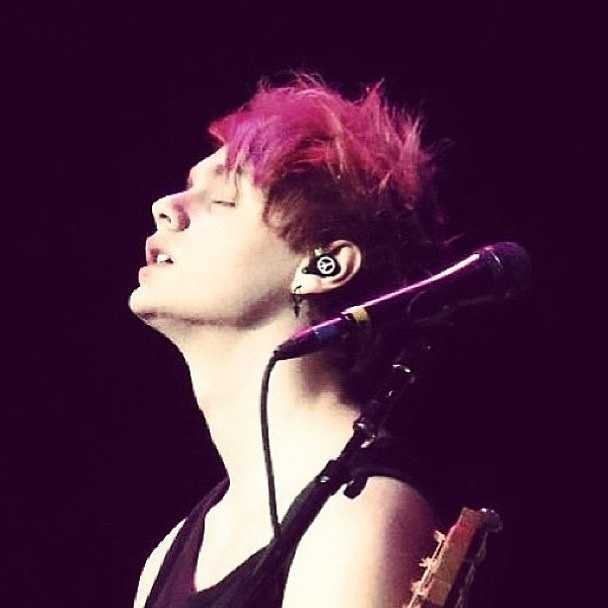
マイケル・クリフォード
カラム・フッド
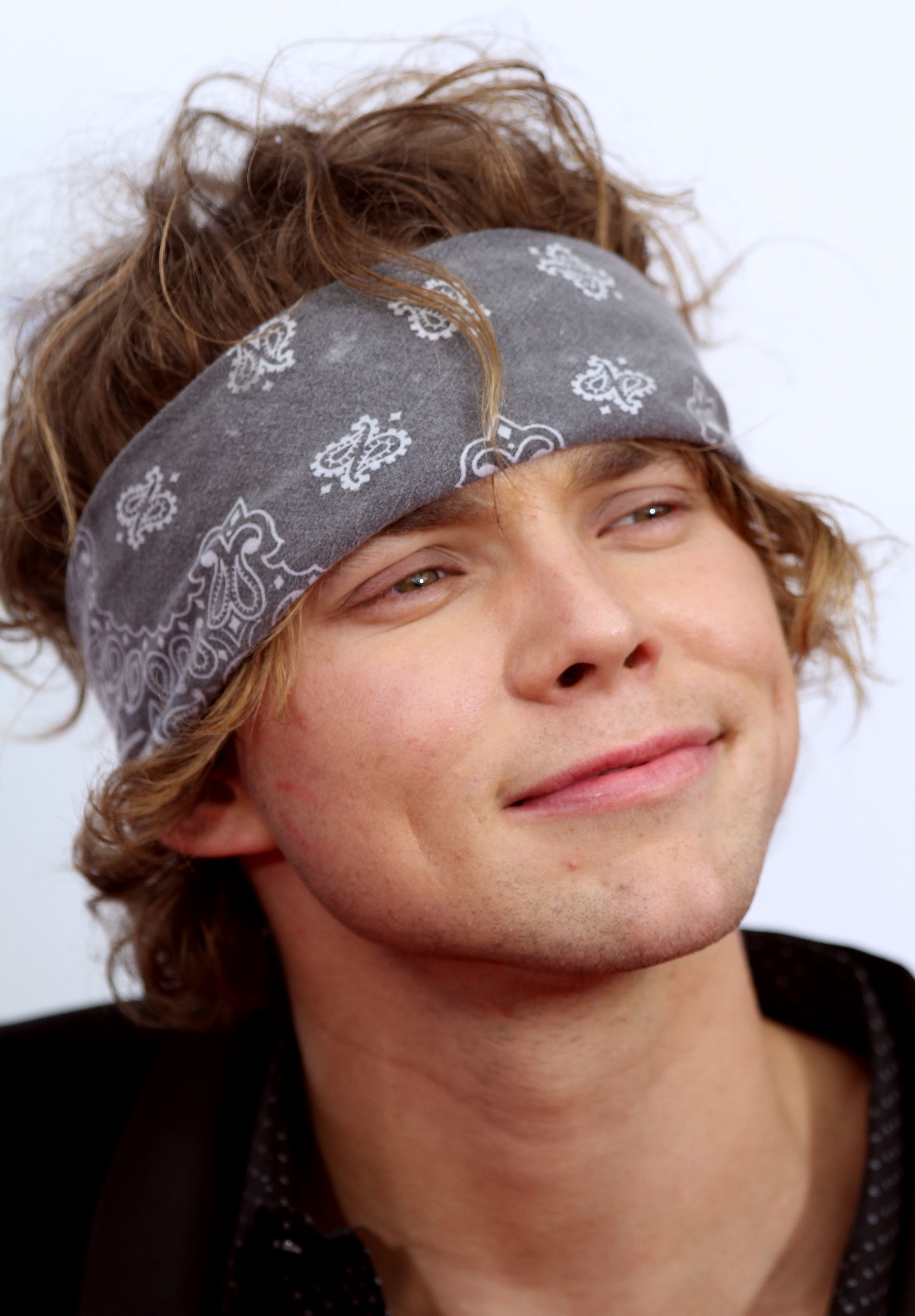
アシュトン・アーウィン

- ルーク・ヘミングス (Luke Hemmings) 1996年7月16日- :リードボーカル、ギター。身長183cm。目の色はブルー。ミュージックビデオやコンサート時にはいつもセンターに立っている。デビュー当時は唇ピアスをしていたが、外れてしまって以来つけていない。メンバーの中で一番静かにしていることが多い。
- マイケル・クリフォード (Michael Clifford) 1995年11月20日- :ギター、ボーカル。身長185cm。あだ名はマイキー。目の色はグリーン。髪を様々な色に染めているが地毛はブロンド。5 Seconds of Summer の名付け親。かなりのゲーマーで、ポケモンやドラゴンボールZなど日本のアニメが好き。
- カラム・フッド (Calum Hood) 1996年1月25日- :ベース、ボーカル。身長185cm。ニュージーランド人とスコットランド人のハーフ。目の色はダークブラウン。サッカーが得意でオーストリア代表に選ばれる程だった。お茶目な性格の持ち主。
- アシュトン・アーウィン (Ashton Irwin) 1994年7月7日- :ドラム、ボーカル。身長179cm。目の色はヘーゼル。グループ最年長。8歳からドラムをしている。他メンバーの3人とはフェイスブックで知り合った。グループに入る前はケンタッキーで働いていた。マイケル同様ドラゴンボールZが大好きでそのアニメを観るために学校に行く前に毎朝5時に起きていた。

## 影響
影響を受けたアーティストとしてマクフライ、ブリンク 182、オール・タイム・ロウ、グリーン・デイ、ボーイズ・ライク・ガールズ、バステッドを挙げている。

## 発言
同じ事務所の先輩であるワン・ダイレクションのツアーの前座を務めたこともあり、しばしばメディアで「ネクスト・ワン・ダイレクション」や「ボーイ・バンド」などと呼ばれる。これについてアシュトンは厄介な比較であるとし、「彼らのしていることはすばらしいよ。でも僕たちは自分たちの好きなことをやる。それが僕たちが1D(ワン・ダイレクションの略称)のツアーに同行することに決めた理由さ。だって、それはすごくダイナミックなことなんだ。僕たちはロックショウをやるつもりだけど、彼らは彼らのスタイルでやると思う。そうすることで『ワオ、彼らはまったく違う演奏をするんだね!』って実感してもらえると思うよ。」と述べている。また、実際は4人とも楽器を演奏するため「ボーイ・バンド」は誤った表現である。

## ディスコグラフィ
- 5 Seconds of Summer (2014年)
- Sounds Good Feels Good (2015年)
- Youngblood (2018年)
- Calm (2020年)
- 5SOS5 (2022年)

## ツアー

### オープニングアクト
- ホット・シェル・レイ - Whatever World Tour (オーストラリア) (2012年10月)[47]
- ワン・ダイレクション - Take Me Home Tour (イギリス、アイルランド、アメリカ、オーストラリア) (2013年)[48]
- ワン・ダイレクション - Where We Are Tour (ヨーロッパ、北米) (2014年)[49]

### ヘッドライニング
- Mini Australian Tour (オーストラリア) (2012年)
- Twenty Twelve Tour (オーストラリア) (2012年7月28日～8月5日)[50]
- First New Zealand Show (ニュージーランド) (2012年11月3日)[51][52]
- 'SOMEWHERE NEW' EP Launch (オーストラリア) (2012年11月25日)[53]
- London Acoustic Show (イギリス) (2013年4月7日)[54]
- Manchester Acoustic Show (イギリス) (2013年4月21日)[55]
- London + Birmingham Headline Shows (イギリス) (2013年5月12日～14日)[56]
- Sydney Headline Show (オーストラリア) (5月21日) [57]
- Pants Down Tour (オーストラリア) (2013年6月2日～8日)
- Acoustic Shows (北米) (2013年6月～8月)
- London Headline Shows (イギリス) (2013年11月26日～27日)[58][59]
- UK Radio Tour (イギリス) (2014年2月13日～14日)
- UK Tour (イギリス) (2014年2月～3月) [60]
- 5 Countries 5 Days European Tour (スウェーデン、ドイツ、フランス、イタリア、スペイン) (2014年3月～4月)[61]
- North America 2014 Tour (北米) (2014年4月) [62]
- There's No Place Like Home Tour (オーストラリア) (2014年5月)
- Rock Out With Your Socks Out Tour (ヨーロッパ、オーストラリア、ニュージーランド) (2015年5月～6月)[63]

## 楽曲提供
韓国アイドルグループのSUPER JUNIORからのユニット、SUPER JUNIOR-D&Eに『Teenage Queen』を提供した。この楽曲はルークとカラムがティファニー・ワルタニャンらと共に作曲したもので、日本オリジナルアルバム『RIDE ME』に収録されている。このアルバムの発売前には、オリジナルの『Teenage Queen』に合わせて踊っている姿を収めた動画をKeekに投稿している。

## 受賞歴
| 年   | 開催                                  | ノミネート対象         | 賞                                      | 結果       |
| ---- | ------------------------------------- | ---------------------- | --------------------------------------- | ---------- |
| 2013 | Channel V                             | 5 Seconds of Summer    | Oz Artist Award                         | 受賞       |
| 2013 | MTV                                   | 5 Seconds of Summer    | Breakthrough Band                       | 受賞       |
| 2014 | キッズ・チョイス・アワード            | 5 Seconds of Summer    | Aussies' Fave Hot New Talent            | 受賞       |
| 2014 | ワールド・ミュージック・アワード      | 5 Seconds of Summer    | World's Best Group                      | ノミネート |
| 2014 | ワールド・ミュージック・アワード      | 5 Seconds of Summer    | World's Best Live Act                   | ノミネート |
| 2014 | ワールド・ミュージック・アワード      | "She Looks So Perfect" | World's Best Song                       | ノミネート |
| 2014 | ワールド・ミュージック・アワード      | "Wherever You Are"     | World's Best Song                       | ノミネート |
| 2014 | ワールド・ミュージック・アワード      | "She Looks So Perfect" | World's Best Video                      | ノミネート |
| 2014 | ワールド・ミュージック・アワード      | "Wherever You Are"     | World's Best Video                      | ノミネート |
| 2014 | MuchMusic Video Awards                | "She Looks So Perfect" | International Video of the Year – Group | ノミネート |
| 2014 | ケラング!                             | 5 Seconds of Summer    | Best International Newcomer             | 受賞       |
| 2014 | MTV Italian Music Awards              | 5 Seconds of Summer    | Best Artist from the World              | ノミネート |
| 2014 | MTV Italian Music Awards              | 5 Seconds of Summer    | Best Fans                               | ノミネート |
| 2014 | MTV Italian Music Awards              | 5 Seconds of Summer    | Best New Artist                         | ノミネート |
| 2014 | We Love Pop Awards                    | 5 Seconds of Summer    | Best Band                               | 未決定     |
| 2014 | We Love Pop Awards                    | 5SOS fam               | Best Fandom                             | 未決定     |
| 2014 | We Love Pop Awards                    | 5 Seconds of Summer    | Best Newcomer                           | 未決定     |
| 2014 | We Love Pop Awards                    | "She Looks So Perfect" | Best Summer Anthem                      | 未決定     |
| 2014 | We Love Pop Awards                    | Ashton Irwin           | Fittest Boy on the Planet               | 未決定     |
| 2014 | We Love Pop Awards                    | Calum Hood             | Fittest Boy on the Planet               | 未決定     |
| 2014 | We Love Pop Awards                    | Luke Hemmings          | Fittest Boy on the Planet               | 未決定     |
| 2014 | We Love Pop Awards                    | Michael Clifford       | Fittest Boy on the Planet               | 未決定     |
| 2014 | We Love Pop Awards                    | Ashton Irwin           | Nicest Pop Star                         | 未決定     |
| 2014 | Young Hollywood Awards                | 5 Seconds of Summer    | Breakout Music Artist                   | 未決定     |
| 2014 | ティーン・チョイス・アワード          | 5 Seconds of Summer    | Choice Music: Group                     | 未決定     |
| 2014 | MTVヨーロッパ・ミュージック・アワード | 5 Seconds of Summer    | Best Push Act                           | 未決定     |

## 来日公演
- 5 SECONDS OF SUMMER  Live 2015
  - 2015年2月25日、赤坂BLITZ
- Sounds Live Feels Live 2016
  - 2016年2月19日、名古屋センチュリーホール
  - 2016年2月20日、インテックス大阪 5号館
  - 2016年2月23日、日本武道館

2018年 8月3日 、Meet You There Tour, ZeepTokyo